# Powiat pajęczański
Powiat pajęczański – powiat w Polsce (województwo łódzkie), reaktywowany w 1999 roku w ramach reformy administracyjnej. Jego siedzibą jest miasto Pajęczno.
Według danych z 31 grudnia 2019 roku powiat zamieszkiwało 51 220 osób. Natomiast według danych z 30 czerwca 2020 roku powiat zamieszkiwało 51 071 osób.

## Geografia

### Położenie i obszar
Powiat pajęczański ma obszar 803,77 km².
Powiat stanowi 4,41% powierzchni województwa łódzkiego.
Powiat pajęczański graniczy z trzema powiatami województwa łódzkiego: wieluńskim, bełchatowskim i radomszczańskim oraz z dwoma powiatami województwa śląskiego: częstochowskim i kłobuckim.

### Podział administracyjny
W skład powiatu wchodzą:
- gminy miejsko-wiejskie: Działoszyn, Pajęczno
- gminy wiejskie: Kiełczygłów, Nowa Brzeźnica, Rząśnia, Siemkowice, Strzelce Wielkie, Sulmierzyce
- miasta: Działoszyn, Pajęczno

| lp.   | Herb | Gmina            | siedziba         | powierzchnia (km²) | ludność | gęstość zaludnienia (osób/km²) |
| ----- | ---- | ---------------- | ---------------- | ------------------ | ------- | ------------------------------ |
| 1     |      | Działoszyn       | Działoszyn       | 120,92             | 12926   | 107                            |
| 2     |      | Kiełczygłów      | Kiełczygłów      | 88,80              | 4292    | 48                             |
| 3     |      | Nowa Brzeźnica   | Nowa Brzeźnica   | 135,15             | 4958    | 37                             |
| 4     |      | Pajęczno         | Pajęczno         | 113,64             | 11601   | 102                            |
| 5     |      | Rząśnia          | Rząśnia          | 86,12              | 4814    | 56                             |
| 6     |      | Siemkowice       | Siemkowice       | 98,40              | 4993    | 51                             |
| 7     |      | Strzelce Wielkie | Strzelce Wielkie | 78,00              | 4856    | 62                             |
| 8     |      | Sulmierzyce      | Sulmierzyce      | 82,74              | 4700    | 57                             |
| Razem | –    | 8                | 8                | 803,77             | 53140   | 66                             |

## Historia
Powiat pajęczański został powołany dnia 1 stycznia 1956 roku w województwie łódzkim, czyli 15 miesięcy po wprowadzeniu gromad w miejsce dotychczasowych gmin (29 września 1954) jako podstawowych jednostek administracyjnych PRL. Na powiat pajęczański złożyło się 29 gromad, które wyłączono z dwóch ościennych powiatów w tymże województwie:
- z powiatu radomszczańskiego:
  - gromady Biała, Bogumiłowice, Brzeźnica Nowa, Chorzenice, Dubidze, Dworszowice Pakoszowe, Gajęcice, Konstantynów, Makowiska, Pajęczno, Prusicko, Rząśnia, Stróża, Sulmierzyce, Wiewiec, Wistka (do 1961[7]), Wólka Prusicka i Zamoście
- z powiatu wieluńskiego:
  - gromady Chorzew, Działoszyn, Huta, Kiełczygłów, Krzeczów, Lipnik, Ożegów, Raciszyn, Siemkowice, Szczyty i Trębaczew

Na uwagę zasługuje fakt, iż w momencie utworzenia powiat pajęczański nie obejmował miast; Pajęczno, stolica powiatu, utraciła prawa miejskie w 1870 roku i odzyskała je dopiero 1 stycznia 1958 roku. 1 stycznia 1959 roku z gromady Wiewiec wyłączono wieś Krzywanice i pobliskie kolonie i włączono je do gromady Lgota Wielka w powiecie radomszczańskim.
1 stycznia 1973 roku zniesiono gromady i osiedla, a w ich miejsce reaktywowano gminy. Powiat pajęczański podzielono na 1 miasto i 9 gmin:
- miasto Pajęczno
- gminy Działoszyn, Kiełczygłów, Nowa Brzeźnica, Pajęczno, Rusiec[11], Rząśnia, Siemkowice, Strzelce Wielkie, Sulmierzyce

Po reformie administracyjnej obowiązującej od 1 czerwca 1975 roku terytorium zniesionego powiatu pajęczańskiego podzielono między trzy nowo utworzone województwa.
- częstochowskie – miasto Pajęczno oraz gminy Nowa Brzeźnica, Pajęczno i Strzelce Wielkie
- piotrkowskie – gminy Rząśnia i Sulmierzyce
- sieradzkie – gminy Działoszyn, Rusiec, Kiełczygłów i Siemkowice

1 stycznia 1992 roku miasto Pajęczno i gminę wiejską Pajęczno połączono we wspólną gminę miejsko-wiejską. 31 grudnia 1993 roku prawa miejskie odzyskał Działoszyn, co sprawiło, że gminę wiejską Działoszyn przekształcono w gminę miejsko-wiejską.
Wraz z reformą administracyjną z 1999 roku w nowym województwie łódzkim przywrócono powiat pajęczański, w porównaniu z obszarem z 1975 roku zmniejszony o gminę Rusiec, która znalazła się w powiecie bełchatowskim w tymże województwie.
Przyłączenie gminy Rząśnia do powiatu pajęczańskiego spotkało się z głośnym sprzeciwem ludności gminy powołującej się na względy funkcjonalno-przestrzenne i społeczne (zatrudnienie, gospodarka, komunikacja, podstawowe instytucje), przemawiające za przynależnością do powiatu bełchatowskiego. Podobny wniosek (o przynależność do powiatu radomszczańskiego) złożyły także władze gminy Sulmierzyce, który jednak w przeciwieństwie do wniosku gminy Rząśnia, nie spełniał wymóg formalnych. Żaden z nich nie został jednak uwzględniony.
W porównaniu z obszarem z 1956 roku jedynie obszar dawnej gromady Krzeczów leży obecnie na terenie powiatu wieluńskiego – pozostałe są ponownie w powiecie pajęczańskim.

## Gospodarka, kultura, infrastruktura
Powiat ma charakter leśny i rolniczy. Tereny rolnicze zajmują 52% ogólnej powierzchni powiatu. W produkcji rolniczej dominują ziemniaki i zboże, także rzepak i buraki cukrowe. Bardzo dobrze funkcjonuje produkcja chrzanu, Obrowska zupa chrzanowa została wpisana na listę produktów tradycyjnych Ministerstwa Rolnictwa i Rozwoju Wsi. Na terenie powiatu działa 50 przetwórni owocowo-warzywnych. Ze zwierząt hoduje się trzodę chlewną i bydło mleczne. Powiat pajęczański posiada bogate złoża kamienia wapiennego, piasków i żwirów. W kraju znana jest Cementownia Warta S.A. z Trębaczewa koło Działoszyna. W powiecie pajęczańskim znajduje się również zwałowisko KWB Bełchatów oraz część odkrywki Szczerców. W powiecie zarejestrowanych jest 2410 podmiotów gospodarczych. Regionem partnerskim powiatu pajęczańskiego jest powiat niemiecki Merseburg-Querfurt.
Powiat dysponuje 200 miejscami noclegowymi. Na terenie powiatu znajdują się dwa kina (w Pajęcznie i Działoszynie), 27 bibliotek, ośrodki kultury oraz Powiatowa Biblioteka Publiczna z czytelnią multimedialną.
Przez teren powiatu przebiegają krajowe drogi i linie kolejowe. Dobre połączenia zapewniają: magistrala kolejowa Śląsk-Porty i droga krajowa nr 42 oraz drogi wojewódzkie nr 486, 483, 491. Tablice rejestracyjne: EPJ (od maja 2000), wcześniej odpowiednio wojewódzkie częstochowskie, piotrkowskie, sieradzkie (wszystkie do 1998) i łódzkie (styczeń 1999 – kwiecień 2000). Powiatowy zarząd dróg znajduje się w mieście Działoszyn.

## Przyroda i turystyka

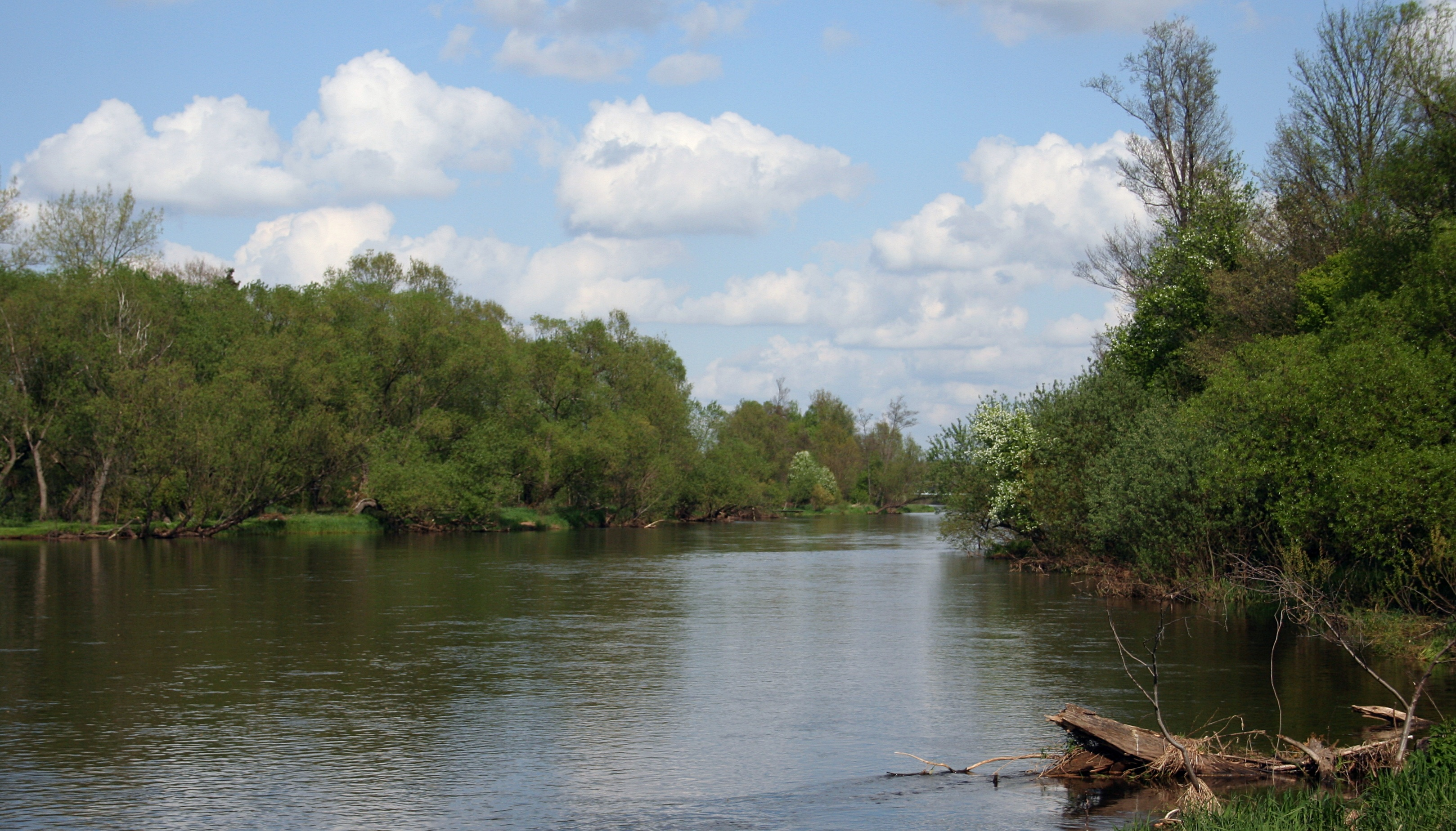
Warta płynąca przez Załęczański Park Krajobrazowy

Południowo-zachodnią część powiatu obejmuje Załęczański Park Krajobrazowy, na jego obszarze znajdują się dwa rezerwaty przyrody: Węże i Dąbrowa w Niżankowicach. Na terenie Parku możemy podziwiać wiele interesujących pomników przyrody m.in. Żabi Staw czy Góra Wapiennik. W całym powiecie pajęczańskim rezerwaty przyrody mają łącznie 189 ha, a obszary chronionego krajobrazu zajmują 3640 ha.

Zabytki powiatu to głównie obiekty sakralne i architektoniczne oraz miejsca pamięci historycznej. Na terenie powiatu znajdują się 32 stanowiska archeologiczne.

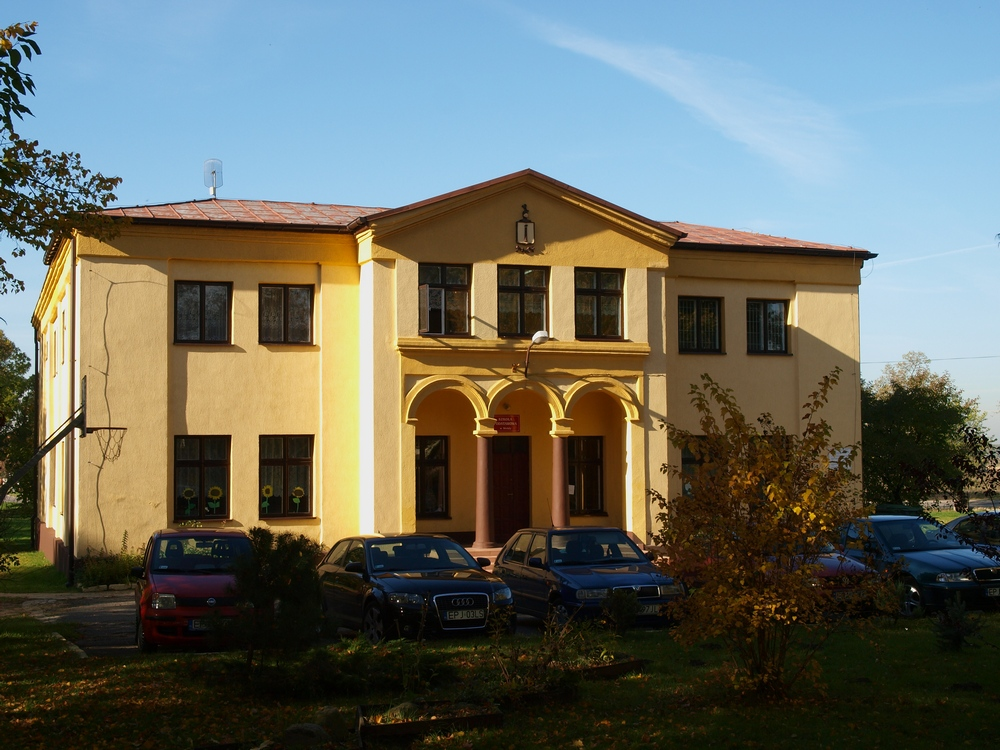
Neorenesansowy Dworek w Stróży
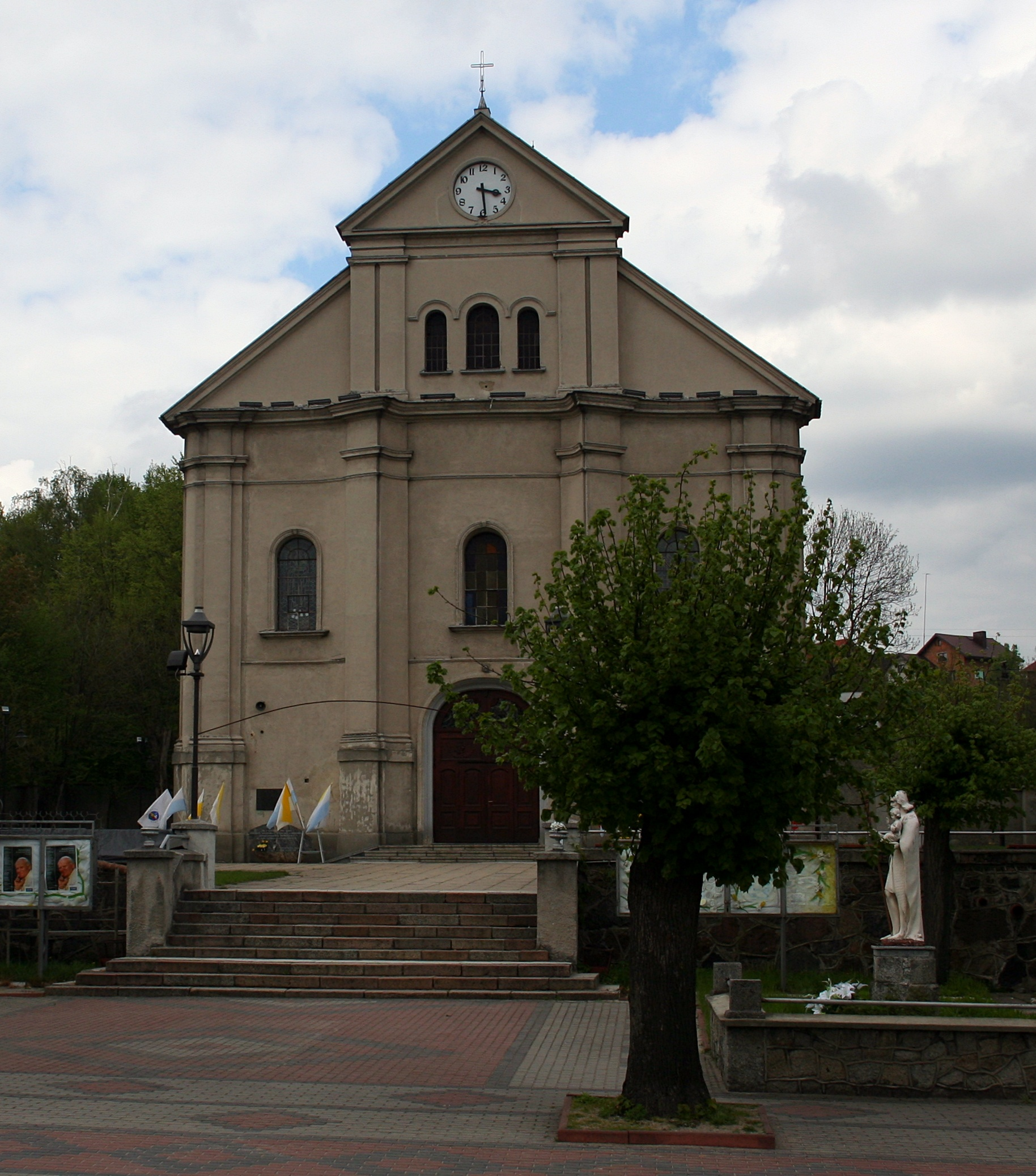
Barokowy Kościół św. Marii i Magdaleny w Działoszynie
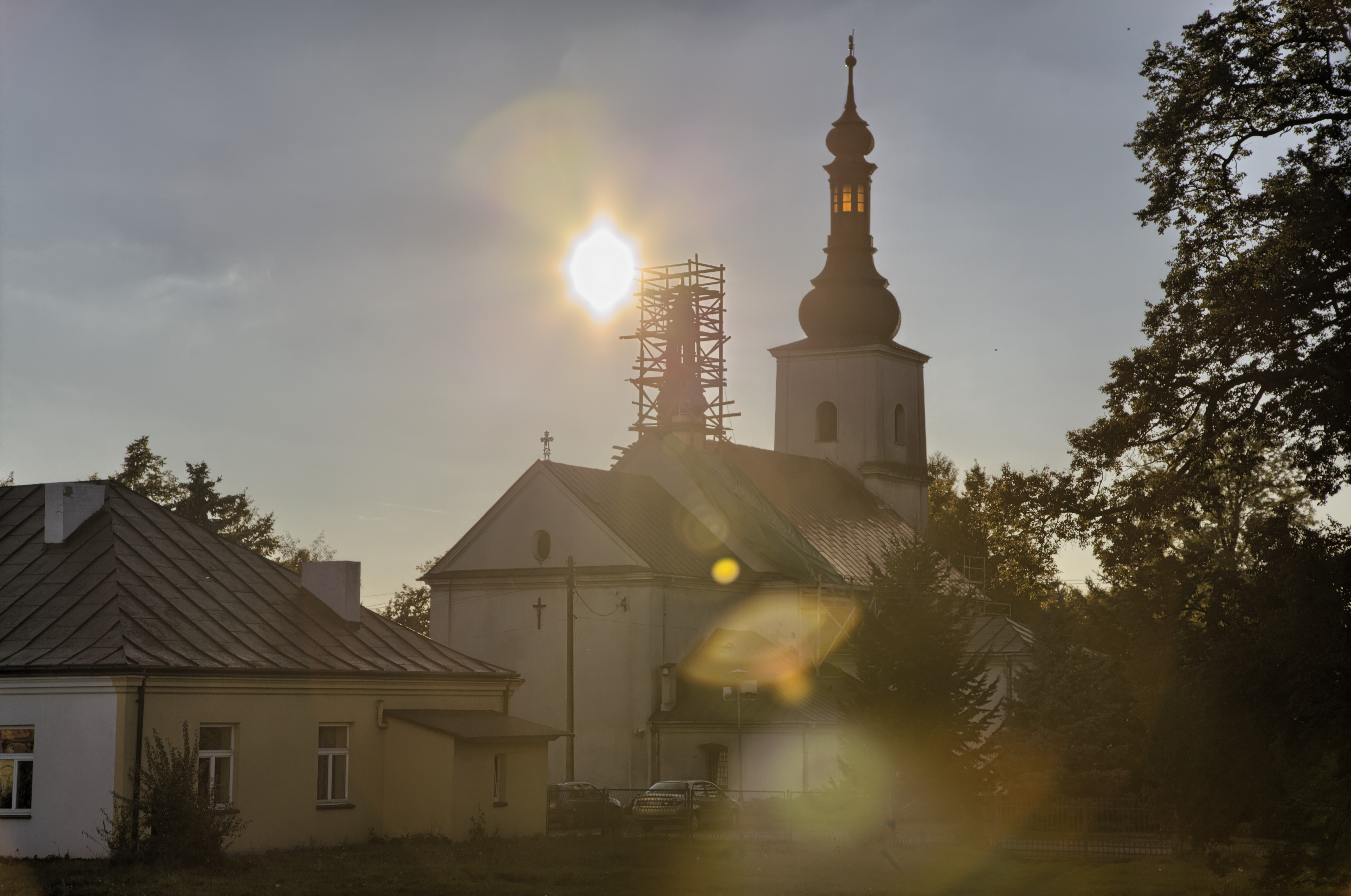
Renesansowy Kościół Wniebowzięcia Najświętszej Maryi Panny i św. Leonarda w Pajęcznie
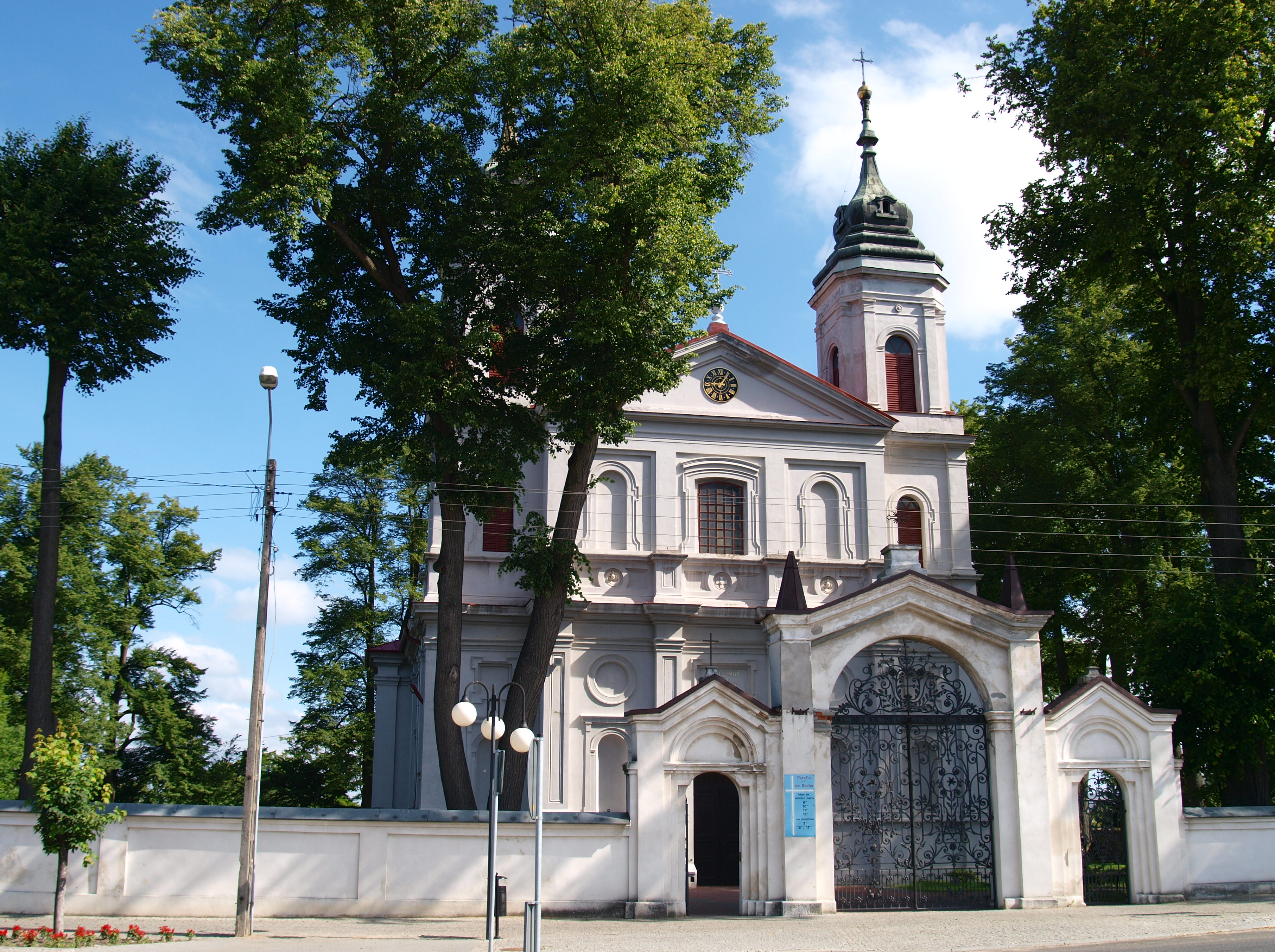
Klasycystyczny Kościół św. Rocha w Rząśni
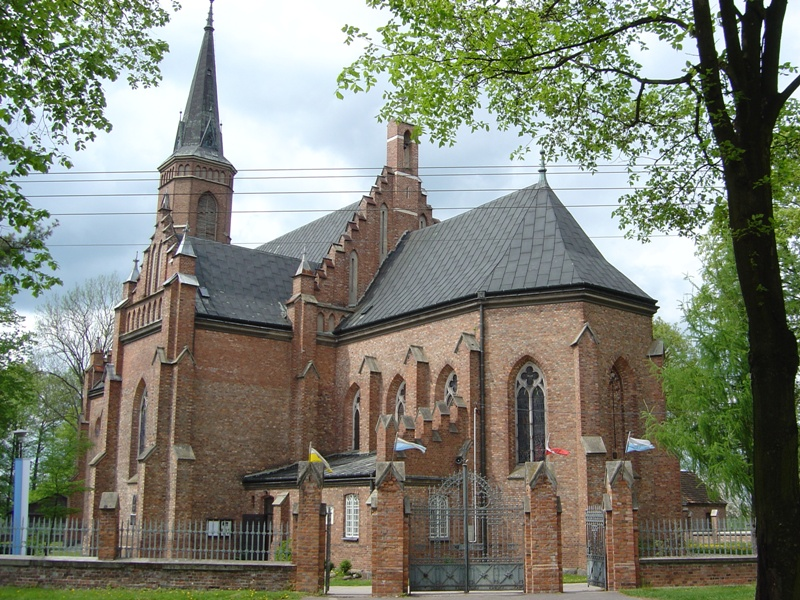
Neogotycki Kościół św. Jana Chrzciciela w Nowej Brzeźnicy
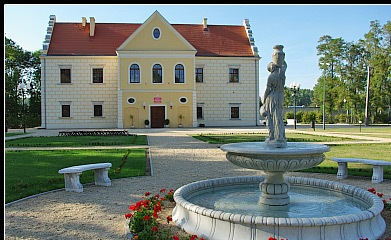
Renesansowy Pałac Męcińskich w Działoszynia

## Demografia

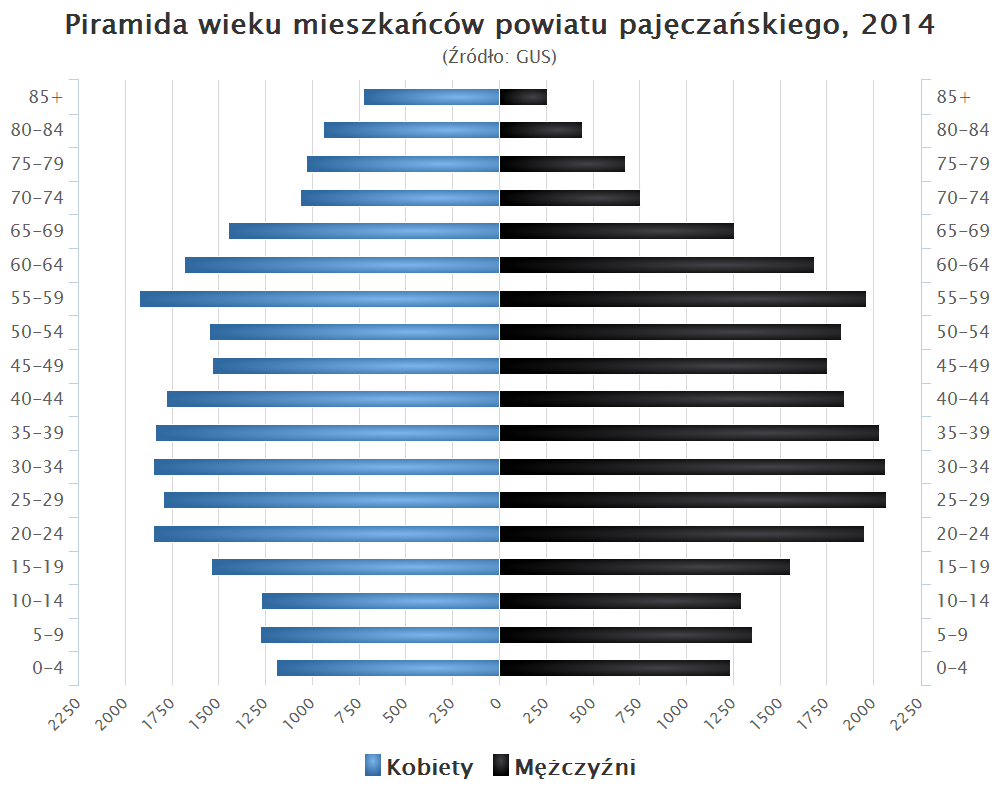
Piramida wieku mieszkańców powiatu pajęczańskiego w 2014 roku

Liczba ludności (dane z 31 grudnia 2007):
|        | Ogółem | Ogółem | Kobiety | Kobiety | Mężczyźni | Mężczyźni |
| osób   | %      | osób   | %       | osób    | %         |           |
| ------ | ------ | ------ | ------- | ------- | --------- | --------- |
| Ogółem | 53 140 | 100    | 26 712  | 50,27   | 26 428    | 49,73     |
| Miasto | 12 897 | 24,27  | 6522    | 12,27   | 6375      | 12,00     |
| Wieś   | 40 243 | 75,73  | 20 190  | 37,99   | 20 053    | 37,74     |

▶Wieś vs ▶miasto
Ogółem (▶k, ▶m)
Miasto (▶k, ▶m)
Wieś (▶k, ▶m)

## Starostowie pajęczańscy
Na podstawie źródła:
- Eugeniusz Kubera (9 listopada 1998 – 18 listopada 2002)
- Stanisław Danielewski (18 listopada 2002 – 24 listopada 2006)
- Beata Mateusiak-Pielucha (24 listopada 2006 – 1 grudnia 2010)
- Jan Ryś (1 grudnia 2010 – 23 listopada 2018)
- Zbigniew Janusz Gajęcki (23 listopada 2018 – 7 maja 2024)
- Paweł Maciej Sikora (7 maja 2024 – nadal)

## Osoby związane z ziemią pajęczańską
- Marcin Bielski – żołnierz, historyk i renesansowy poeta satyryczny.
- Jan Długosz – historyk, kronikarz, duchowny, geograf, dyplomata
- Antoni Dobrowolski – geofizyk, meteorolog i podróżnik.
- Irena Jurgielewiczowa – powieściopisarka (m.in. „Ten obcy”), pedagog.
- Robert Warzycha – polski piłkarz (reprezentant Polski), trener.